# Хорас Грант
Хорас Џуниор Грант Старији (енгл. Horace Junior Grant Sr; Огаста, Џорџија, 4. јул 1965) бивши је амерички кошаркаш. Играо је на позицији крилног центра.
На НБА драфту 1987. одабрали су га Чикаго булси као 10. пика. Освојио је четири шампионска прстена — три са Булсима (1991, 1992. и 1993) и један са Лос Анђелес лејкерсима (2001). Такође је два пута и губио у НБА финалима — са Орландо меџиком (1995) и са Лејкерсима (2004).

## Успеси

### Клупски
- Чикаго булси:
  - НБА (3): 1990/91, 1991/92, 1992/93.
- Лос Анђелес лејкерси:
  - НБА (1): 2000/01.

### Појединачни
- НБА Ол-стар меч (1): 1994.
- Идеални одбрамбени тим НБА — друга постава (4): 1992/93, 1993/94, 1994/95, 1995/96.